# Rahu (rivière)
La rivière Rahu  (en  anglais : Rahu River) est un cours d’eau de la région de Tasman de l’Île du Sud de la Nouvelle-Zélande.

## Géographie
Elle prend naissance de deux branches: la branche gauche et la branche droite dans les limites du parc Forestier Victoria (en). À partir de la jonction de ces deux branches, la rivière s’écoule initialement vers le sud-est avant de tourner vers le nord pour se déverser dans la rivière Maruia à  cinq kilomètres au nord de la ville de Springs Jonction. La route State Highway 7/S H 7 (en) suit le cours supérieur de la rivière Rahu jusqu’au nord-ouest de «Springs Junction », puis traverse le col de «Rahu Saddle » dans la vallée de la rivière Inangahua.